# Classe Thresher/Permit
La classe Thresher è una classe di sottomarini nucleari statunitensi, successiva alla classe Skipjack. La classe, dopo la perdita dell'unità capoclasse USS Thresher (SSN-593), venne ribattezzata classe Permit dal nome della seconda unità USS Permit (SSN-594).

## Progetto

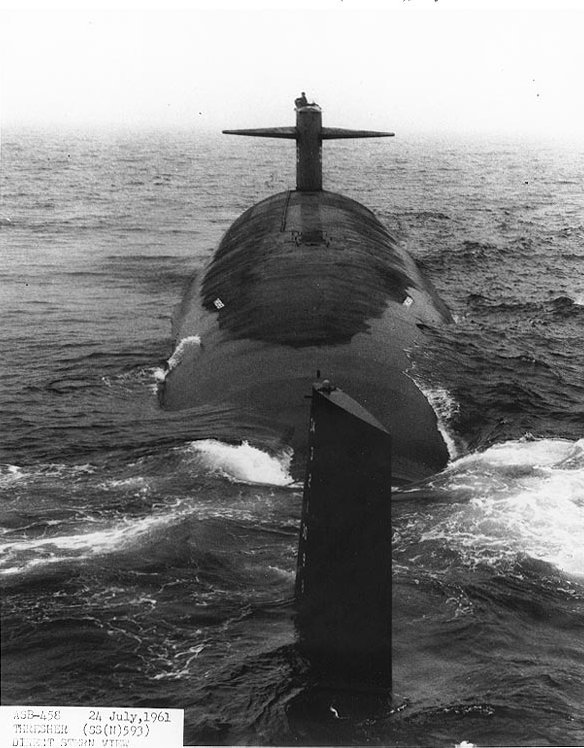
Il timone e la coperta a poppa della torre di vela dello USS Thresher

La struttura fondamentale era sempre la stessa del tipico SSN statunitense. A prua, il comparto per il grande sonar a bassa frequenza, dietro gli alloggi, il comparto siluri e a seguire, all'incirca a mezza nave, la centrale di combattimento e sopra di essa la vela, con i timoni. Di seguito altri alloggi e stive varie, mensa e magazzini. L'ultimo terzo abbondante dello scafo era per il reattore nucleare, seguito da 2 turbine sullo stesso asse portaelica, la quale, all'estrema poppa era circondata da impennaggi cruciformi.
I Tresher differivano dalla precedente classe Skipjack perché:
- erano i primi con capacità volumetriche molto elevate, grazie alla struttura a goccia allungata ereditata dal sottomarino sperimentale USS Albacore (AGSS-569) sotto il cosiddetto Progetto Nobska, sponsorizzato dall'ammiraglio Arleigh Burke
- possedevano per la prima volta un sonar di grande portata e potenza a prua, con lo spostamento dei TLS (tubi lancio siluri) a centro nave per lasciargli spazio[1]
- permettevano elevate profondità operative, anche grazie allo scafo costruito in lega di acciaio High Yield-80 (HY-80)[1]
- avevano missili ASW SUBROC
- erano progettati per ridurre il rumore irradiato[1].

## Navi
I vuoti nella sequenza numerazione degli scafi sono stati occupati dall'esemplare unico Tullibee, e dalle classe George Washington, classe Ethan Allen e classe Lafayette di sommergibili lanciamissili nucleari.
- USS Thresher (SSN-593)
- USS Permit (SSN-594)
- USS Plunger (SSN-595)
- USS Barb (SSN-596)
- USS Pollack (SSN-603)
- USS Haddo (SSN-604)
- USS Jack (SSN-605)
- USS Tinosa (SSN-606)
- USS Dace (SSN-607)
- USS Guardfish (SSN-612)
- USS Flasher (SSN-613)
- USS Greenling (SSN-614)
- USS Gato (SSN-615)
- USS Haddock (SSN-621)

## Operatività
I Thresher furono la prima classe numericamente significativa, mentre in precedenza le classi erano costituite da un numero di battelli molto limitato, quando non esemplari unici destinati alla valutazione di nuove caratteristiche tecniche o di impiego operativo. L'esperienza accumulata con questi battelli permise di costruire la successiva classe Sturgeon.
Un limite di questi battelli era la velocità non elevata, poiché i 27 nodi in immersione non permettevano alle unità di manovrare insieme ai gruppi da battaglia di portaerei nucleari, capaci di operare ben oltre i 30 nodi, limite che verrà superato solo dalla classe Los Angeles.

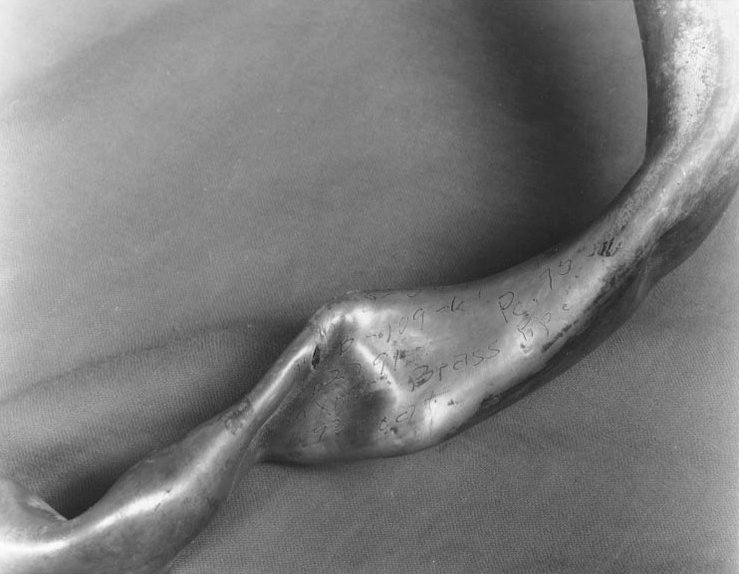
Un condotto in rame prelevato dai rottami del Thresher

Nonostante le migliorie l'unità capoclasse, il Tresher, andò perduto durante le prove d'immersione con 129 persone a bordo, tutto l'equipaggio e tecnici civili, per motivi mai chiariti. Così la classe divenne Permit dal nome della seconda unità. La velocità era sensibilmente inferiore (26-27 nodi) a quella dei predecessori e delle unità sovietiche della classe November, ma per tutto il resto erano mezzi superiori. In seguito all'incidente comunque, la marina statunitense non accettò più nelle tubazioni giunzioni operate per brasatura testate solo con pressione idrostatica, ma esclusivamente attraverso ultrasuoni ed un approfondito controllo ottico.
Nel corso degli anni hanno ricevuto molti aggiornamenti, come un nuovo sistema di controllo del tiro, (Mk 117 anziché Mk 113) predisposizione per i missili Harpoon e Tomahawk, nonché un sonar rimorchiato (BQQ-5). Anche i siluri sono passati dai difettosi Mk 37 ai potentissimi Mk 48, oltre ai missili Harpoon, mine ed altro ancora.
Una unità, la USS Jack (SSN 605), venne dotata a scopi sperimentali di eliche controrotanti, ed allungata sensibilmente, senza apprezzabili miglioramenti.